# اسپارر (دهانه)
اسپارر یک دهانه برخوردی در ماه‌ است.

## دهانه‌های اقماری
این دهانه ۱ دهانه اقماری دارد.
| Spörer | عرض جغرافیایی | طول جغرافیایی | قطر         |
| ------ | ------------- | ------------- | ----------- |
| A      | ۳.۴° S        | ۲.۱° W        | ۵.۰ کیلومتر |